# رادنی اسکات
رادنی اسکات (انگلیسی: Rodney Scott؛ زادهٔ ۱۹۷۱) سرآشپز اهل ایالات متحده آمریکا است که در زمینهٔ باربیکیو تخصص دارد؛ به‌ویژه آنکه حیوان را به‌صورت یکجا و کامل (بدون قطعه قطعه کردن گوشت) کباب می‌کند. در سال ۲۰۱۸ «بنیاد جیمز برد» او را به‌عنوان بهترین سرآشپز جنوب شرقی آمریکا انتخاب کرد. برنامهٔ شفز تیبل یکی از اپیزودهای خود را به او اختصاص داد.